# Cosmoscarta rubroscutellata
Cosmoscarta rubroscutellata är en insektsart som beskrevs av Matsumura 1907. Cosmoscarta rubroscutellata ingår i släktet Cosmoscarta och familjen spottstritar. Inga underarter finns listade i Catalogue of Life.